# III. Viktor Emánuel olasz király
III. Viktor Emánuel (Nápoly, 1869. november 11. – Alexandria, Egyiptom, 1947. december 28.) olasz királyi herceg, 1878-tól az Olasz Királyság trónörököse, 1900. július 29-től 1946-os lemondásáig Olaszország királya, 1939–1943 között Albánia királya, 1936–1941 között Etiópia császára, továbbá Ciprus, Jeruzsálem és Örményország címzetes királya. A Savoyai-ház tagja.

## Élete

### Származása, tanulmányai, ifjúsága
III. Viktor Emánuel 1869. november 11-én született Nápolyban I. Umbertó olasz király és Savoyai Margit szárd–piemonti hercegnő gyermekeként. Szülei egymás első fokú unokatestvérei voltak, mindketten a Savoyai-ház carignanói ágából származó Károly Albert szárd–piemonti király (1798–1848) unokái.
Otthoni magánoktatása után – amely során a nyelvekből, történelemből és földrajzból ért el kimagasló eredményeket – előbb a nápolyi Nunziatella Katonai Középiskolán, majd modenai katonai akadémián folytatta a tanulmányait. Ezt követően Nápolyban, Comóban és Firenzében szolgált az olasz hadsereg kötelékében. Viktor Emánuel meglehetősen alacsony termetű volt, magassága alig haladta meg a 150 centimétert. Szabadidejében éremgyűjtéssel foglalkozott. Visszafogott, egyszerű életmódja miatt sokan csak „polgárkirálynak” nevezték.

### Házassága, családja
1896. október 24-én feleségül vette Petrović-Njegoš Ilona (1873–1952) montenegrói királyi hercegnőt, I. Miklós montenegrói király ötödik leányát. A polgári esküvőre a Quirinale-palotában került sor, az egyházi esküvőt pedig a római Santa Maria degli Angeli e dei Martiri- bazilikában tartották.
Ilonától öt gyermeke született:
- Savoyai Jolanda olasz királyi hercegnő (1901–1986) – később Giorgio Carlo Calvi (Bergolo grófja) házastársa
- Savoyai Mafalda olasz királyi hercegnő (1902–1944) – később Fülöp hessen–kasseli herceg és őrgróf házastársa
- II. Umbertó (1904–1983) – később Marie-José belga királyi hercegnő házastársa
- Savoyai Johanna olasz királyi hercegnő (1907–2000) – később III. Borisz bolgár cár házastársa
- Savoyai Mária olasz királyi hercegnő (1914–2001) – később Lajos Bourbon-Parmai herceg házastársa

### Uralkodása
1900. július 29-én a Földközi-tengeren hajózva érte édesapja halálhíre, aki merénylet áldozata lett. III. Viktor Emánuel olasz királyként 1900. július 29-től 1946. május 9-ig uralkodott. Szakított édesapja korábbi, tekintélyelvű politikájával és liberális politikusokat nevezett ki. Giuseppe Zanardelli (1901) és Giovanni Giolitti (1903) közel egy évtizeden át kormányozták az országot megszakítás nélkül. Franciaországgal és az Egyesült Királysággal is párbeszédet kezdeményezett, bár a Hármas szövetséget megújította a Német Birodalommal és az Osztrák–Magyar Monarchiával. Ez a rugalmasság azonban 1911-ben hozzájárult Líbia problémamentes elfoglalásához.
Az első világháború kitörését követően az Olasz Királyság először semleges maradt. 1915-ben azonban a király Londonba küldte Antonio Salandra miniszterelnököt, aki megkötötte a titkos londoni egyezményt, majd ugyanabban az évben hadba lépett az antant oldalán. Az egyezményben Trentót, Triesztet és egyéb, balkáni területeket ígértek a Olaszországnak. A háború alatt az olasz közvélemény döntő többsége rendkívül pozitívan értékelte a király tevékenységét, aki jelentős időt töltött a harcok által érintett Észak-Olaszországban. Ebben felesége is méltó társa volt, aki a nővéreknek segített a sebesültek ellátásában.
A világháborút követő válságos időszak politikai instabilitást hozott, amely a fasizmus felemelkedéséhez vezetett. III. Viktor Emánuel 1922-ben, a római menetelés után kinevezte Benito Mussolinit miniszterelnökké és teljesen szabad kezet adott neki. Ennek vélhetően azért is kellett sorra kerülnie, mivel a kormány statáriumot akart bevezettetni a királlyal, aki azonban nem bízott abban, hogy az olasz hadsereg meg tudja fékezni Mussolinit. A király személyesen nem vett részt az ország ügyeinek intézésében, de Mussolini intézkedéseit szentesítette. Felelősség terhelte az olasz fasizmus hatalomra juttatásában és uralma fenntartásában.
1936-ban – a második olasz–etióp háború során – az olasz csapatok megszállták Etiópiát és megdöntötték Hailé Szelasszié etióp császár uralmát, így III. Viktor Emánuel 1936. május 9-től Etiópia császára is lett. 1939. április 16-tól hasonló módon lett Albánia királya is.
1937 májusában feleségével együtt Magyarországra látogatott. Az olasz királyi párt Horthy Miklós kormányzó és felesége fogadta.
1939. november 11-én nagyszabású ünnepséggel ünnepelték meg az olasz király 70. születésnapját.
1940 júniusában az Olasz Királyság Hitler szövetségeseként hadba lépett a második világháborúban. A király ezt ellenezte és kiemelte, hogy az ország nincs felkészülve a háborúra. Az elszenvedett veszteségek megtépázták III. Viktor Emánuel népszerűségét is. A szövetségesek szicíliai partraszállása után szerepet vállalt Mussolini félreállításában. Miután Mussolinit a Fasiszta Nagytanács leszavazta, 1943. július 25-én a király lemondatta és letartóztatta. Pietro Badoglio marsall alakított új kormányt. III. Viktor Emánuel 1943. szeptember 3-án lemondott albán királyi és etióp császári címéről, kormánya pedig fegyverszünetet kért a szövetséges hatalmaktól, és 1943. október 7-én hadat üzent a Német Birodalomnak. Ez azonban nem ment zökkenőmentesen, mivel a németek kiszabadították Mussolinit és átvették észak-Olaszország irányítását, így a király délre menekült.

### Emigrációban
1946. május 9-én, a baloldali pártok nyomására lemondott trónjáról. Korábbi népszerűségét a fasiszták korábbi támogatása miatt elvesztette, így államfői jogkörét fiára, II. Umbertóra ruházta át. Ő maga Egyiptomba emigrált, ahol Fárúk egyiptomi király fogadta be. Száműzetésébe követte unokája, II. Simeon bolgár cár is az édesanyjával, Johanna olasz királyi hercegnővel. A Viktor Emánuel által 1939-ben trónjáról elűzött I. Zogu albán király is Egyiptomban lelt egy időre menedéket.
A száműzött III. Viktor Emánuel 1947. december 28-án hunyt el Alexandriában. Az alexandriai Szent Katalin-székesegyházban temették el.
Éveken át tartó tervezés után 2017. december 5-én előbb Ilona királyné maradványait szállították át a franciaországi Montpellier-ből az olaszországi Vicoforte város Mária-kegytemplomának szentélyébe (Santuario di Vicoforte), majd két nappal később III. Viktor Emánuel maradványait is áthozták ugyanide.

### Galéria

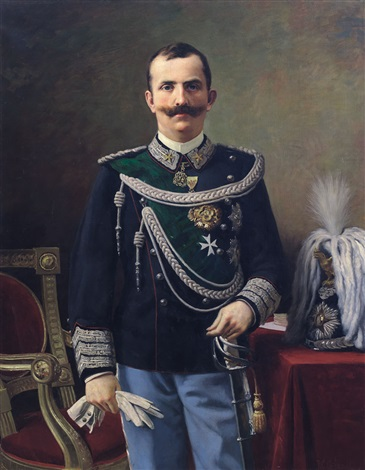
A fiatal III. Viktor Emánuel hivatalos uralkodói portréja, Pier Celestino Gilardi festménye
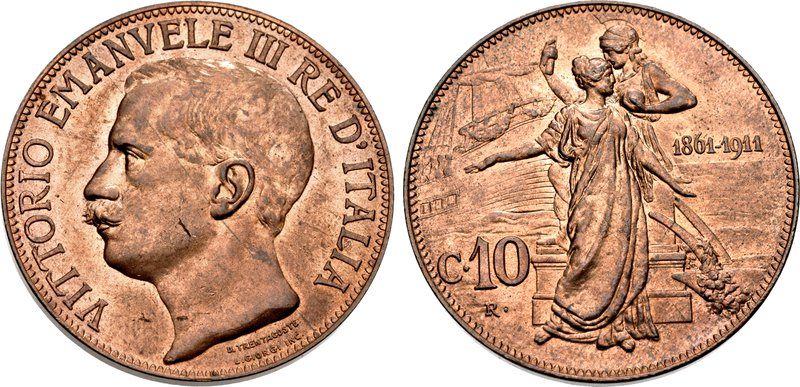
Olasz, 1911-es 10 centesimi (1/10 líra) érme III. Viktor Emánuel király portréjával, Itália és Róma allegorikus nőalakjaival
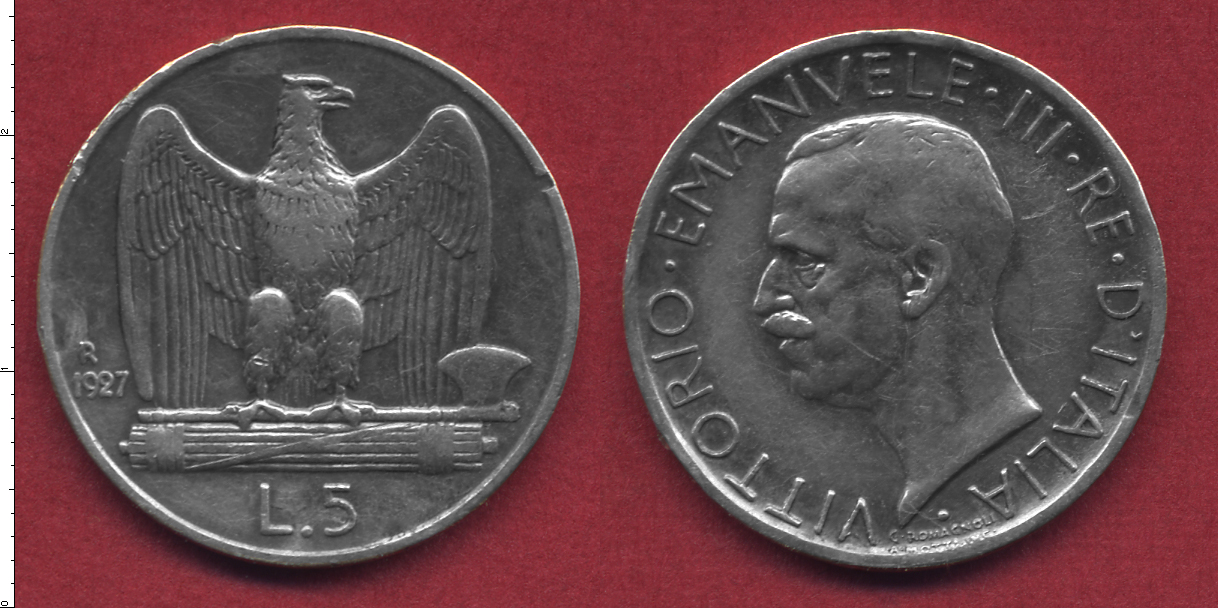
Olasz, 1927-es 5 lírás ezüstérme III. Viktor Emánuel portréjával és fasces-t tartó sassal
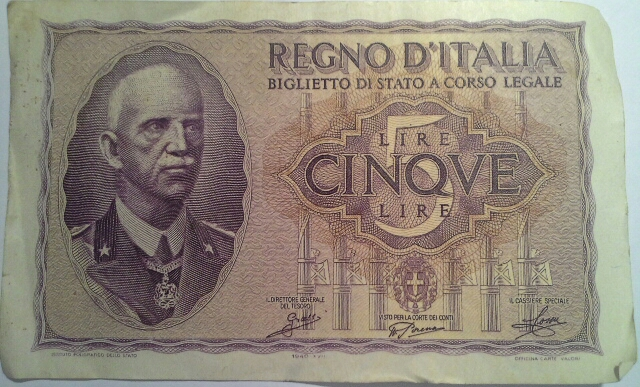
Olasz 5 lírás államjegy (Biglietto di Stato) III. Viktor Emánuel portréjával
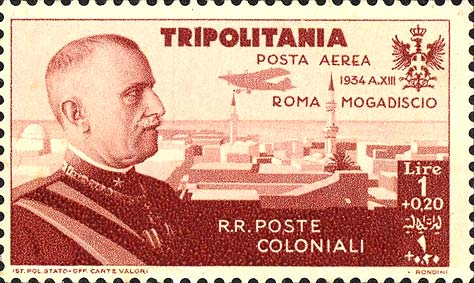
Az Olasz Líbia részét képező Tripolitánia tartomány 1934-es kiadású légipostabélyege, III. Viktor Emánuel portréjával
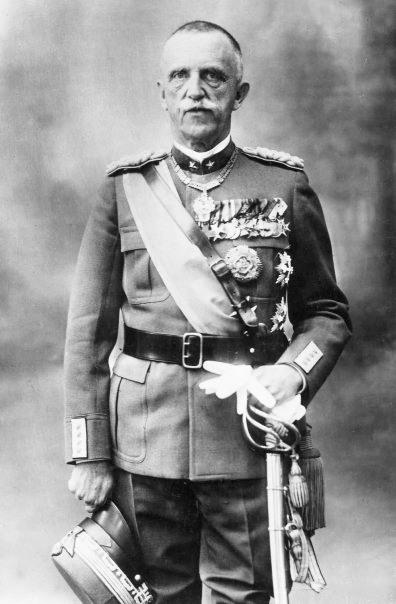
Az idős III. Viktor Emánuel portréja
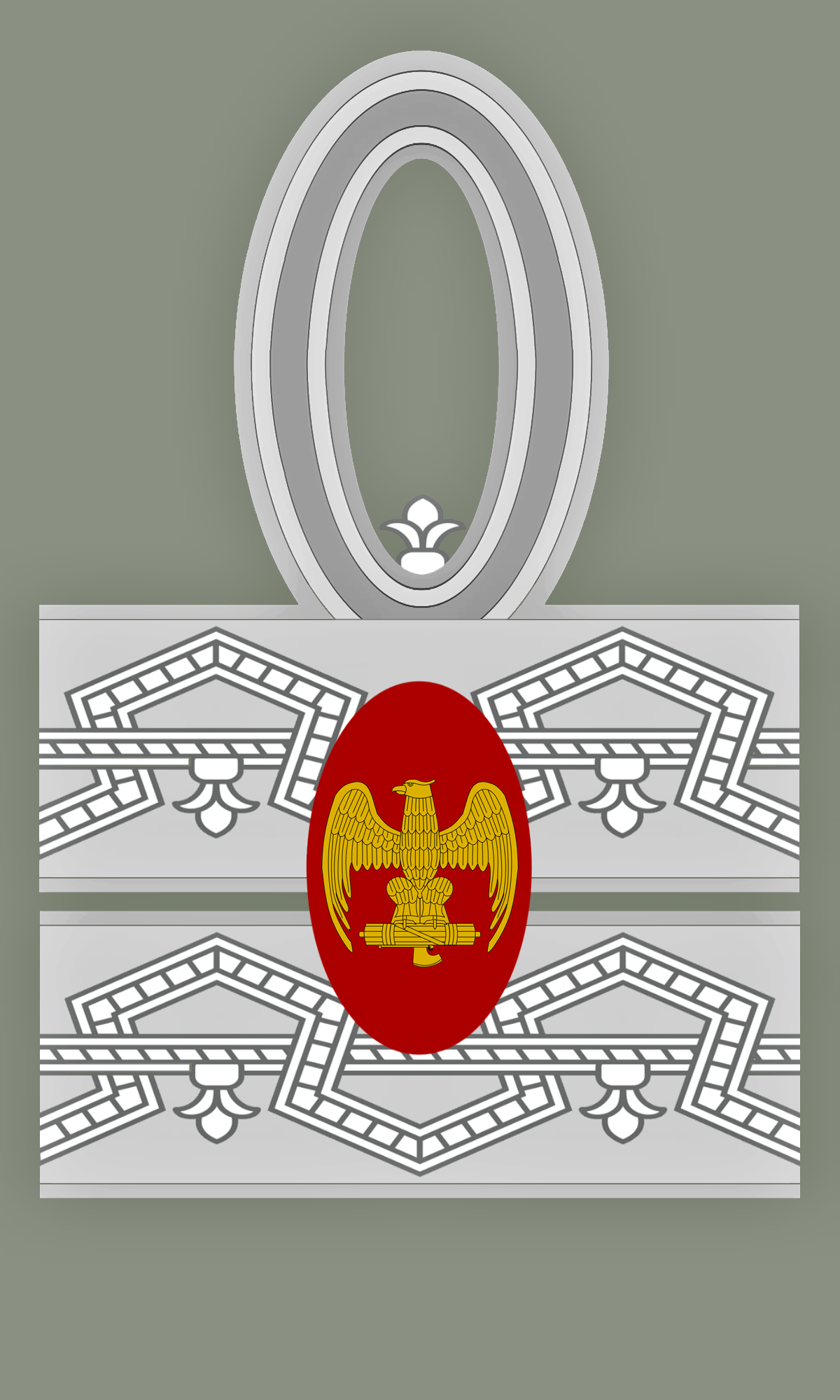
A birodalom első marsalljának (primo maresciallo dell'impero) rangjelzése, III. Viktor Emánuel, mint az olasz haderő legfelsőbb főparancsnoka viselte ezt a címet 1938-tól
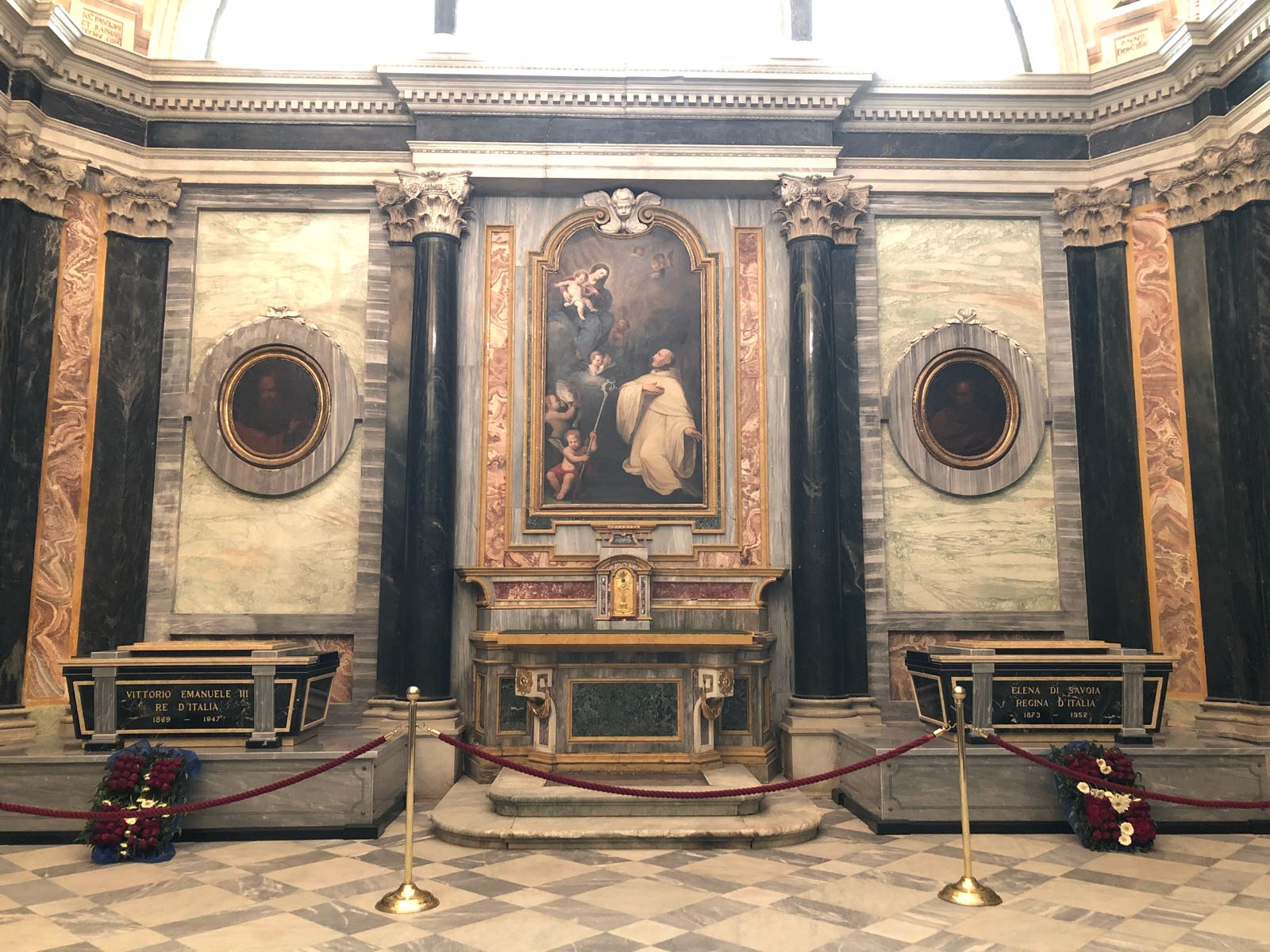
III. Viktor Emánuel és Ilona montenegrói hercegnő sírja az olaszországi Vicoforté-ban